# Coubeyrac
Coubeyrac är en kommun i departementet Gironde i regionen Nouvelle-Aquitaine i sydvästra Frankrike. Kommunen ligger i kantonen Pujols som tillhör arrondissementet Libourne. År 2022 hade Coubeyrac 70 invånare.

## Befolkningsutveckling
Antalet invånare i kommunen Coubeyrac
Referens:INSEE